# Relatief risico
Een relatief risico (RR) is de verhouding van twee absolute risico's. 
Een absoluut risico is de verhouding van het aantal keren dat iets voorvalt in een groep en het totale aantal van die groep. Zijn er {\displaystyle x} rokers die aan ziekte B (zullen) lijden en {\displaystyle y} rokers die er niet aan (zullen) lijden, dan is het absolute risico voor rokers:
{\displaystyle r_{1}={\frac {x}{x+y}}}
Zijn er {\displaystyle f} niet-rokers die aan ziekte B (zullen) lijden en {\displaystyle g} niet-rokers die er niet aan (zullen) lijden dan is het absolute risico voor niet-rokers:
{\displaystyle r_{2}={\frac {f}{f+g}}}
Het relatieve risico RR is dan:
{\displaystyle \mathrm {RR} ={\frac {r_{1}}{r_{2}}}}
De odds ratio (OR) wordt bij lage pretestwaarschijnlijkheid van ziekte (< 10%) dikwijls als een substituut voor het relatieve risico gezien, omdat men dan van mening is dat de waarden van RR en OR niet sterk van elkaar verschillen en de OR wordt gebruikt bij veel statistische technieken, hoewel de RR gemakkelijker interpreteerbaar is dan de OR. Toch kan ook in bijzondere omstandigheden zelfs bij kleine pretestwaarschijnlijkheid van ziekte de waarde van RR en OR beduidend van elkaar verschillen. 
Een nadeel van RR is dat er niet uit afgeleid kan worden of de posttestwaarschijnlijkheid van ziekte in een of beide groepen groot of klein is. Stel dat RR = 8 en de waarschijnlijkheid van ziekte in groep 2 gelijk is aan 12%, dan is de waarschijnlijkheid van ziekte in groep 1 gelijk aan 96%. Is evenwel RR = 8, de waarschijnlijkheid van ziekte in groep 2 = 0,01% dan is de waarschijnlijkheid van ziekte in groep 1 gelijk aan 0,08% wat uiteraard tot andere conclusies kan aanleiding geven. 
Het relatieve risico wordt veel in de epidemiologie gebruikt om de invloed van omgevingsfactoren na te gaan.